# Amomum menglaense
Amomum menglaense là một loài thực vật có hoa trong họ Gừng. Loài này được Shao Quan Tong mô tả khoa học đầu tiên năm 1991.

## Phân bố
Loài này có tại miền nam tỉnh Vân Nam, Trung Quốc, ở cao độ 800-1.800 m (2.600-5.900 ft).
Nó là một loài cây thân thảo thường xanh ở vùng đất thấp và rừng trên núi. Nó được tìm thấy ở cả rừng nguyên sinh và rừng thứ sinh cũng như ven đường. Có sự suy giảm về chất lượng và phạm vi của môi trường sống. Tên gọi trong tiếng Trung là 勐腊砂仁 (meng la sha ren, Mãnh Lạp sa nhân), nghĩa là sa nhân Mãnh Lạp, theo địa danh nơi người ta thu thập nó.

## Mô tả
Cây cao 1-1,5 m. Lá không cuống; lưỡi bẹ khoảng 5 mm, có màng, nhẵn nhụi, đỉnh có khía; phiến lá hình elip hoặc hình mũi mác thuôn dài, 35-40 × 7,5-9,5 cm, nhẵn nhụi, gốc hình nêm hoặc hẹp như vậy, đỉnh nhọn. Cụm hoa là bông gần giống hình đầu, khoảng 5 × 3,5 cm; cuống 3–12 cm; lá bắc màu nâu hoặc nâu ánh lục, hình trứng hoặc hẹp như vậy, 2–3 cm × 1,2-1,5 cm; lá bắc con ánh đỏ, hình ống khoảng 3,5 cm. Đài hoa khoảng 3 cm, đỉnh 3 răng, các răng ánh đỏ ở đỉnh. Ống tràng hoa màu trắng, khoảng 3,2 cm; thùy trung tâm gần thuôn dài, khoảng 3 × 1,3 mm, đỉnh có mấu nhọn; các thùy bên gần hình elip, khoảng 1,1 cm. Các nhị lép ở bên màu đỏ, hình giùi, khoảng 4 mm. Cánh giữa môi dưới màu đỏ ở trung tâm, với các đường tỏa tia và chóp màu vàng, gần thuôn dài, khoảng 3,5 × 1,8 cm, mép nhăn, đỉnh nguyên. Nhị trắng; chỉ nhị khoảng 5 mm; bao phấn thẳng, khoảng 1,5 cm; phần phụ kết nối nguyên, khoảng 4 × 8 mm. Bầu nhụy màu xanh lục ánh vàng, khoảng 6 mm, nhẵn nhụi. Ra hoa tháng 5.